# Кантидзе, Александр
Александр Кантидзе (до 1992 года Алан Кулумбегов; 15 сентября 1968, Тбилиси, Грузинская ССР) — советский и грузинский футболист, защитник, полузащитник.
Воспитанник футбольной школы «Юный динамовец» Тбилиси, первый тренер О.Гегечкори. В 1985 году провёл шесть матчей за дубль «Динамо» Тбилиси. В 1986—1989 годах выступал во второй лиге за «Металлург» Рустави. В 1990 году сыграл за команду, переименованную в «Горду», один матч в чемпионате Грузии. В 1990—1999 годах играл за команду «Батуми»/«Динамо», проведя первую половину сезона 1994/95 в «Гурии» Ланчхути.
В составе юношеской сборной СССР выиграл турнир УЕФА 1985 (до 16 лет).